# الخضر
الخضر (به عربی: الخضر ) یک شهرک در فلسطین است.

## خصوصیات
الخضر ۹٬۷۷۴ نفر جمعیت دارد.